# Paris, Texas (film)
Paris, Texas är en fransk-västtysk dramafilm och roadmovie från 1984 i regi av Wim Wenders. Manuset skrevs av Sam Shepard och anpassades till film av L.M. Kit Carson. Musiken komponerades av Ry Cooder.
Filmen vann bland annat Guldpalmen vid filmfestivalen i Cannes och danska Bodilpriset för bästa europeiska film.

## Filmtiteln
Filmen är uppkallad efter staden Paris i Texas, men utspelar sig inte där i någon scen. Paris är där Travis (Harry Dean Stanton) tror att han blev avlad och där han äger en markplätt (som han endast sett på ett fotografi). Där har han tänkt bygga ett hus och leva lyckligt med sin familj. Paris används som en metafor för det ideala livet.

## Rollista i urval
- Harry Dean Stanton – Travis Henderson
- Nastassja Kinski – Jane Henderson, Travis fru
- Dean Stockwell – Walt Henderson, Travis bror
- Aurore Clément – Anne Henderson, Walts fru
- Hunter Carson – Hunter Henderson, Travis son
- Bernhard Wicki – Doktor Ulmer
- John Lurie – Slater